# Колота рана
Колота рана (лат. Vulnus punctum) — рана, яка характеризуються невеликою зоною ушкодження тканин, зазвичай має рівні краї. Колоті проникаючі рани при невеликій зоні пошкодження шкіри чи слизової можуть бути значної глибини і становлять велику небезпеку в зв'язку з можливістю ушкодження внутрішніх органів і занесення в них інфекції, наслідком чого може з'явитися перитоніт і сепсис.
Різновидом колотої рани можна вважати укушену і колото-різану рану. Укушена рана являє собою ще більшу небезпеку, так як слина може містити безліч мікробів, серед яких найнебезпечнішими є збудники сказу. Всупереч поширеній думці, укус людини може бути іноді більш небезпечним, ніж тварини, тому що людська слина містить набагато більше видів бактерій, які можуть викликати інфекцію.
Найбільшу небезпеку при колото-різаних (ніж, кинджал) пораненнях представляє кровотеча. Відповідно потрібно її зупинити (або хоча б уповільнити). Для цього здійснюється комплекс заходів з тимчасової зупинки кровотечі.
Постраждалі з проникними колючими та колючо-різаними ранами з ушкодженням порожнин (черевної, грудної порожнини, черепної коробки, суглобів) підлягають терміновій госпіталізації.